# Фьюри, Дэвид
Дэвид Фьюри (англ. David Fury; род. 5 марта 1959 г.) — американский сценарист и продюсер.

## Карьера
Он наиболее известен по своим работам в сериалах «Баффи — истребительница вампиров», «Ангел», «Остаться в живых», «24 часа», «Грань» и «Ганнибал».
Фьюри был соисполнительным продюсером и сценаристом первого сезона «Остаться в живых». Фьюри и состав сценаристов выиграли премию Гильдии сценаристов США за лучший драматический сериал на церемонии в феврале 2006 года за их работу над первым сезоном.
Фьюри родился в Нью-Йорке, в семье модельера. Он был стендап комиком в «The Improv» и «Catch a Rising Star» и основал труппу в комедийном театре, которую назвал Brain Trust. Он также был сценаристом «Шоу Джеки Томаса», «House of Buggin'», «Как в кино» и «Пинки и Брейн».
В 2008 году, Фьюри, наряду с Марти Ноксон, сделал камео в роли поющего читателя новостей в мини-сериале Джосса Уидона «Музыкальный блог Доктора Ужасного».
Фьюри женат на партнёре-сценаристке Элин Хэмптон (продюсер сериала «Без ума от тебя»), у них трое детей.

### Баффи — истребительница вампиров
Первым независимым сериалом Фьюри были 2 и 3 сезоны «Баффи», до того как он присоединился к составу сценаристов четвёртого сезона в качестве продюсера. Он является единственным сценаристом, кроме создателя сериала Джосса Уидона, который написал сценарий к последнему эпизоду «Баффи».
- 2x20: На рыбалку! / Go Fish (сосценарист; вместе с Элин Хамптон)
- 3x12: Беспомощная / Helpless (сценарист)
- 3x19: Решения / Choices (сценарист)
- 4x04: Страх, собственной персоной / Fear, Itself (сценарист)
- 4x11: Обречённые / Doomed (сосценарист; вместе с Марти Ноксон и Джейн Эспенсон)
- 4x13: Я в команде / The I In Team (сценарист)
- 4x21: Изначальность  / Primeval (сценарист)
- 5x02: Моё истинное «я»  / Real Me (сценарист)
- 5x08: Тень / Shadow (сценарист)
- 5x14: Влюблённость / Crush (сценарист)
- 6x02: Сделка, часть 2 / Bargaining (Part 2) (сценарист)
- 6x05: Жизнь по расписанию / Life Serial (сосценарист; вместе с Джейн Эспенсон)
- 6x11: Исчезнувшая / Gone (сценарист и режиссёр)
- 6x22: Могила / Grave (сценарист)
- 7x08: Спящий / Sleeper (сосценарист; вместе с Джейн Эспенсон)
- 7x11: Шоу начинается / Showtime (сценарист)
- 7x17: Ложь, которую мне рассказали родители / Lies My Parents Told Me (сосценарист и режиссёр; вместе с Дрю Годдардом)

### Ангел
- 1x02: Одинокие сердца / Lonely Hearts (сценарист)
- 1x10: Прощальный подарок / Parting Gifts (сосценарист; с Джанин Реншоу)
- 2x17: Дисгармония / Disharmony (сценарист)
- 3x19: Цена / The Price (сценарист)
- 4x03: Казино всегда выигрывает / The House Always Wins (сценарист)
- 4x10: Пробуждение / Awakening (сосценарист; вместе со Стивеном С. ДеНайтом)
- 4x13: Спасение / Salvage (сценарист)
- 4x21: Умиротворение / Peace Out (сценарист)
- 5x02: Только награды / Just Rewards (сценарий и сюжет; сюжет с Беном Эдлундом)
- 5x08: Судьба / Destiny (сосценарист; вместе со Стивеном С. ДеНайтом)
- 5x12: Не стоит благодарности / You're Welcome (сценарист и режиссёр)
- 5x21: Силовая игра / Power Play (сценарист)

### Остаться в живых
Фьюри был соисполнительным продюсером первого сезона «Остаться в живых». Примечательно, что Фьюри написал первые эпизоды с флэшбеками для многих важных персонажей, включая Локка, Саида, Хёрли и Уолта. Его эпизоды также представляли феномены сериала как числа и шёпоты, и эпизод «Поход» был первым, где каждый выживший видел монстра.
- 1x04: Поход / Walkabout (сценарист)
- 1x09: Уединение / Solitary (сценарист)
- 1x14: Особенный / Special (сценарист)
- 1x18: Числа / Numbers (сосценарист; вместе с Брентом Флетчером)

### 24 часа
Фьюри наняли в качестве соисполнительного продюсера пятого и шестого сезонов сериала «24 часа», и стал исполнительным продюсером в течение седьмого сезона шоу, также статус хранил в течение финального сезона.
- 5x06: Day 5: 12:00 p.m. — 1:00 p.m. (сценарист)
- 5x09: Day 5: 3:00 p.m. — 4:00 p.m. (сосценарист; вместе с Говардом Гордоном)
- 5x17: Day 5: 11:00 p.m. — 12:00 a.m. (сценарист)
- 5x22: Day 5: 4:00 a.m. — 5:00 a.m. (сосценарист; вместе с Сэмом Монтгомери)
- 6x03: Day 6: 8:00 a.m. — 9:00 a.m. (сосценарист; вместе с Эваном Кацем)
- 6x08: Day 6: 8:00 a.m. — 9:00 a.m. (сосценарист; вместе с Эваном Кацем)
- 6x12: Day 6: 5:00 p.m. — 6:00 p.m. (сценарий; вместе с Эваном Кацем)
- 6x14: Day 6: 7:00 p.m. — 8:00 p.m. (сюжет; с Мэнни Кото)
- 6x17: Day 6: 10:00 p.m. — 11:00 p.m. (сценарист)
- 6x24: Day 6: 5:00 a.m. — 6:00 a.m. (сосценарист; вместе с Робертом Кокраном и Мэнни Кото)
- 7x04: Day 7: 11:00 a.m. — 12 p.m. (сосценарист; вместе с Алексом Гансой)
- 7x08: Day 7: 3:00 p.m. — 4:00 p.m. (сюжет)
- 7x09: Day 7: 4:00 p.m. — 5:00 p.m. (сценарист)
- 7x15: Day 7: 10:00 p.m. — 11:00 p.m. (сюжет)
- 7x19: Day 7: 2:00 a.m. — 3:00 a.m. (сценарист)
- 7x23: Day 7: 6:00 a.m. — 7:00 a.m. (сосценарист; вместе с Алексом Гансой)
- 8x03: Day 8: 6:00 p.m. — 7:00 p.m. (сосценарист; вместе с Алексом Гансой)
- 8x08: Day 8: 11:00 p.m. — 12:00 a.m. (сценарист)
- 8x11: Day 8: 2:00 a.m. — 3:00 a.m. (сосценарист; вместе с Эваном Кацем)
- 8x17: Day 8: 8:00 a.m. — 9:00 a.m. (сценарист)
- 8x22: Day 8: 1:00 p.m. — 2:00 p.m. (сценарист)

### Terra Nova
Брэннон Брага позвал Фьюри в качестве исполнительного продюсера сериала 2011 года «Terra Nova». Фьюри покинул шоу в течение пре-продакшена в сентябре 2010 года из-за творческих разногласий.

### Грань
Фьюри присоединился к научно-фантастическому сериалу ужасов канала FOX «Грань» в состав четвёртого сезона в качестве сценариста и соисполнительного продюсера. Его эпизоды включают:
- 4x03: Один во всём мире / Alone in the World
- 4x08: Туда, где вы никогда не были / Back to Where You've Never Been (вместе с сопродюсером Грэмом Роландом)
- 4x14: Конец всего / The End of All Things
- 4x17: Всё на своих местах / Everything in Its Right Place (Фьюри и консультирующий продюсер Дж. Р. Орси написали сценарий по сюжету Орси и редактора сюжета Мэттью Питтса)
- 5x02: В отсутствие / In Absentia (вместе с исполнительным продюсером Дж. Х. Уайменом)
- 5x06: Что нашёл Уолтер по пути в Зазеркалье / Through the Looking Glass and What Walter Found There
- 5x10: Аномалия XB-6783746 / Anomaly XB-6783746

### Ганнибал
- 1x03: Крем-суп / Potage (вместе с Крисом Бранкато и Брайаном Фуллером)

### Родина
- 5x11: Наш человек в Дамаске / Our Man in Damascus (сценарист)